# Протопоповщина
Протопоповщина (укр. Протопопівщина) — село,
Гринцевский сельский совет,
Лебединский район,
Сумская область,
Украина.
Код КОАТУУ — 5922983210. Население по переписи 2001 года составляло 43 человека .

## Географическое положение
Село Протопоповщина находится на расстоянии в 1 км от сёл Мироновщина, Ключиновка и Гринцево.
По селу протекает пересыхающий ручей с запрудой.

## Экономика
- Свинотоварная ферма.